# Thyridanthrax sini
Thyridanthrax sini är en tvåvingeart som beskrevs av Cole 1923. Thyridanthrax sini ingår i släktet Thyridanthrax och familjen svävflugor. Inga underarter finns listade i Catalogue of Life.